# مث‌ولد
مث‌ولد (به انگلیسی: Methwold) یک روستا و محله مدنی در بریتانیا است که در King's Lynn and West Norfolk واقع شده‌است. مث‌ولد ۴۹٫۱۲ کیلومتر مربع مساحت و ۱٬۵۰۲ نفر جمعیت دارد.